# PIANC
PIANC ist ein weltweit tätiger Verband, dessen Kernkompetenz im Bereich technischer, wirtschaftlicher und ökologischer Fragestellungen bezüglich des wassergebundenen Transports und damit zusammenhängenden Themen liegt. Die seit 1885 bestehende, gemeinnützige, nichtstaatliche Organisation umfasst ein globales Netzwerk aus Experten für Planung, Aus- und Neubau, Betrieb und Unterhaltung von Binnen- und Seewasserstraßen, von Binnen- und Seehäfen, für Küstenschutz und Meerestechnik. Zu den Mitgliedern des Verbandes mit Hauptsitz in Brüssel zählen unter anderem nationale Regierungen, Behörden, Unternehmen, Wissenschaftler und fachlich Interessierte. PIANC fungiert als internationales Forum zum Erfahrungs- und Erkenntnisaustausch sowie als Informationsquelle für State-of-the-Art-Wissen hinsichtlich der Entwicklung einer sicheren, ökonomischen und nachhaltigen Infrastruktur für den binnenländischen und maritimen Schiffsverkehr, einschließlich Sport- und Freizeitschifffahrt.

## Geschichte
1885 wurde die Association Internationale Permanente des Congres de Navigation (AIPCN) gegründet. Im Jahr 1921 erfolgte eine Umbenennung in Permanent International Association of Navigation Congresses (PIANC). Noch heute agiert der Verband unter dem Kürzel PIANC als World Association for Waterborne Transport Infrastructure. Die folgenden historischen Meilensteine zeigen den globalen Größen- und Bedeutungszuwachs des Verbandes im Verlauf seines über 100-jährigen Bestehens.
| 1885 | Erster PIANC-Kongress in Brüssel mit 400 Teilnehmern aus 13 Ländern |
| 1912 | Erster PIANC-Kongress in den USA                                    |
| 1926 | Erster PIANC-Kongress in Afrika mit Teilnehmern aus 36 Ländern      |
| 1990 | Erster PIANC-Kongress in Asien mit 1185 Teilnehmern aus 48 Ländern  |

## Organisationsstruktur
Der PIANC Verband steht weltweit jedem offen, wobei zwischen unterschiedlichen Mitgliedschaftstypen unterschieden wird:
- Qualifizierte Mitglieder: Regierungs- und Nicht-Regierungsorganisationen, die ein Land repräsentieren
- Korporative Mitglieder: u. a. Behörden, wissenschaftliche und technische Verbände, Häfen, Universitäten, Unternehmen, Berater, Handelskammern, Anwendervereinigungen
- Einzelmitglieder
- Student/Mitglieder aus Entwicklungsländern
- Platinum Partner

Der Verband hat Mitglieder in 65 Ländern, einschließlich 38 qualifizierter Mitglieder, circa 450 korporative Mitglieder und über 2000 Einzelmitglieder. Die Leitung erfolgt durch einen Präsidenten oder eine Präsidentin. Oberste Entscheidungsorgan ist die Jahreshauptversammlung (Annual General Assembly - AGA), die jedes Jahr in einem der qualifizierten Mitgliedsländer abgehalten wird und sich aus Delegationen der qualifizierten Mitglieder zusammensetzt. Das Executive Committee, das dreimal im Jahr tagt, steuert die Arbeit des Verbandes zwischen den Jahresversammlungen. Der PIANC-Council, dem die Mitglieder des Lenkungsausschusses, die Ehrenpräsidenten und -vizepräsidenten sowie die Chefdelegierten der qualifizierten PIANC-Mitglieder angehören und das zweimal jährlich zusammenkommt, ist das Entscheidungsgremium zwischen den Jahresversammlungen. Executive Committee und Council steuern vor allem die verschiedenen Kommissionen und Arbeitsgruppen.
Delegierte einer Regierung und/oder korporative Mitglieder sowie Einzelmitglieder desselben Landes können eine nationale Sektion gründen, um Abläufe zu erleichtern und PIANC-Aktivitäten im jeweiligen Land zu fördern. Jede nationale Sektion hat einen Vorsitzenden, in der Regel den Chefdelegierten. Gegenwärtig bestehen 26 solcher nationalen Sektionen, darunter in Ländern in Europa, Afrika, Asien und Südamerika sowie die USA und Australien. Auch in Deutschland existiert eine nationale PIANC-Sektion. Die deutsche Delegation wird durch einen Vertreter des Bundesministeriums für Verkehr und digitale Infrastruktur geleitet.
Quelle PIANC-Infomap:

## Tätigkeitsfelder
Die eingerichteten Kommissionen und Arbeitsgruppen dienen dazu, das Fachwissen der Experten zu bündeln, damit technisch-wissenschaftliche Expertise und professionelle Handlungsempfehlungen für den öffentlichen und privaten Sektor zu den Fachthemen des Verbandes bereitgestellt werden können.

### PIANC-Kommissionen
Die Kommissionen spiegeln die Vielfalt an Themen und Problemstellungen wider, mit denen sich der Verband auf globaler Ebene auseinandersetzt. Sie setzen die strategischen Zielsetzungen um und koordinieren die Tätigkeit der Arbeitsgruppen. In die Kommissionen werden ebenso wie in die Arbeitsgruppen interessierte und fachlich qualifizierte Mitglieder aus jedem Land entsandt. Technisch-wissenschaftliche Aktivitäten werden über vier Kommissionen abgewickelt, die sich schwerpunktmäßig mit Binnenschifffahrt und -häfen, maritimer Infrastruktur (Seehäfen und Seewasserstraßen), Sport- und Freizeitschifffahrt und Umweltfragen an Wasserstraßen, in Häfen und in der Schifffahrt befassen. Darüber hinaus bestehen vier weitere, unterstützende Kommissionen. 
- Inland Navigation Commission (InCom)
- Maritime Navigation Commission (MarCom)
- Environmental Commission (EnviCom)
- Recreational Navigation Commission (RecCom)
- Finance Commission (FinCom)
- Young Professional Commission (YP-Com)
- Promotional Commission (ProCom)

### Arbeitsgruppen
Die Richtlinien und Handlungsempfehlungen, die PIANC – auch zeitnah als Reaktion auf aktuelle, dringliche Problemstellungen – herausgibt, werden gemeinsam durch Experten aus den Mitgliedsländern und teilweise auch unter Beteiligung von Vertretern aus Verbänden, mit denen PIANC Kooperationsvereinbarungen abgeschlossen hat, erarbeitet. Die internationalen technisch-wissenschaftlichen Arbeitsgruppen beschreiben in vielen Fachbereichen den Stand der Technik, entwickeln regelmäßig Updates der Reports, unterstützen den internationalen Erfahrungsaustausch und ermöglichen den Anstoß neuer Initiativen.

## Aktivitäten
Vor dem Hintergrund seiner strategischen Zielsetzung ermöglicht der Verband seinen Mitgliedern über diverse  Publikationsformate den Zugriff auf aktuelles Fachwissen und organisiert regelmäßig nationale und internationale Veranstaltungen, allen voran den PIANC-Weltkongress, aber auch zahlreiche andere Konferenzen und Seminare.

### Publikationen
PIANC gewährleistet und fördert die globale Vernetzung und Beratung seiner Mitglieder durch regelmäßig publizierte Produkte, wie die Technischen Reports der Arbeitsgruppen. Weitere Formate sind die Kongress- und Jahresberichte, der elektronische Newsletter „Sailing Ahead“ und die PIANC-Website.

### Kongresse und Veranstaltungen
Der alle vier Jahre in einem der Mitgliedsländer veranstaltete Internationale PIANC-Schifffahrtskongress stellt die wichtigste Plattform für den Meinungs- und Erfahrungsaustausch im Bereich Schifffahrt, Wasserstraßen und anderer relevanter Sachverhalte für die wassergebundene Transportinfrastruktur dar. Auf dem Kongress, der für alle Interessierte offen ist, werden wissenschaftliche Arbeiten präsentiert und diskutiert, die sich mit Themen von aktueller Bedeutung für den Hafen- und Wasserstraßenbau und die Infrastruktur im See- und Binnenbereich auseinandersetzen. Gleichzeitig organisiert PIANC ebenfalls im vierjährigen Rhythmus mit der „International PIANC-SMART Rivers Conference“ eine Fachveranstaltung, die sich vor allem den Themen „River Information Services“ und Unterhaltung der Infrastruktur widmet.